# Vincenzo Riolo
Vincenzo Riolo (* 14. Februar 1772 in Palermo; † 5. Juli 1837 ebenda) war ein italienischer Maler des Klassizismus auf Sizilien.

## Leben
Riolo war der Sohn des reichen Kaufmanns Rosario Riolo und dessen Frau Teresa. Er wurde daher zunächst in dieser Richtung ausgebildet. Früh zeigte er eine Neigung zur Malerei, die jedoch von seinem Vater zunächst nicht gebilligt wurde, er sollte stattdessen die römische und griechische Geschichte, Mythologie und Latein studieren. Er erlernte die Kunst daher, indem er zunächst einem Maler assistierte und später, etwa im Alter von 18 Jahren, ein Schüler von Francesco Sozzi und Antonio Manno in Palermo wurde. Durch eine enge Verbindung zum Maler Giuseppe Velasco heiratete er 1798 dessen Tochter Maria-Anna. Ein Jahr später ging er nach Neapel und 1800 mit finanzieller Unterstützung des Vaters nach Rom zu Jean-Baptiste Wicar, der ihm den Neuklassizismus nahebrachte. Er war zudem beeindruckt von den Werken Michelangelos.
Er blieb zwanzig Jahre in Rom, fand dort Kontakt zu Schriftstellern, wie Vincenzo Monti, den er auch porträtierte. Er schloss sich der neuklassizistischen Bewegung um Vincenzo Camuccini und Pietro Benvenuti an, beschäftigte sich aber gleichzeitig mit den Malern der Renaissance und des Frühklassizismus in Rom.
Mit seiner Rückkehr nach Palermo wurde er mit zahlreichen öffentlichen und privaten Aufträgen für Fresken und Tafelbilder betraut. Nach dem Tod von Velasco wurde Riolo 1828 Direktor der Kunstakademie in Palermo.
Er starb 1837 an der Cholera. In der Chiesa di San Domenico von Palermo befindet sich eine Gedenktafel, auf der seine Verdienste für die Kunst gerühmt werden.
Seine Schüler waren unter anderem Giuseppe Patania und Francesco Ognibene (Palermo 1785–1837).
Der Enkel Rosario (1808–1886) war Mosaizist und Maler von Veduten und Landschaften.

## Werke (Auswahl)
- Galerie des Palazzo dei Normanni (Palermo): „Bildnis König Roger“
- Chiesa di Sant’Ignazio Martire(Palermo): Fresko „Pieta“
- Istituto dei Trovatelli: Giebelfresko „Waisen zu Füßen der Religion“
- Galleria d’Arte Moderna (Palermo) „Psyche und Zephyr“ (1829) und „Orlando Furioso“
- Villa Belmonte alla Noce (Palermo): Freskendekoration
- Galleria Civica Empedocle Restivo: Tafelbilder
- Palazzo Reale, Sala dell’Udenzia und Sala Gialla Freskendekoration
- Palazzo Tasca (Palermo): Fresken
- Sant’Ignazio all’Olivella (Palermo): Fresken
- Regia di Ficuzza (Palermo): Fresken
- Regia Casina della Favorita (Palermo): Fresken
- Galleria Regionale della Sicilia im Palazzo Abatellis (Palermo): Tafelbilder
- Chiesa Madre (Petralia Soprana): "Martyrium von Petrus und Paulus"
- Santissimo Salvatore (Petralia Soprana) “Christi Auferstehung” “Christi Himmelfahrt” und “Mariä Himmelfahrt”
- Convento die Padri Carmelitani (Milazzo): “Golgatha”